# Colom imperial verd
El colom imperial verd (Ducula aenea) és una espècie d'ocell de la família dels colúmbids (Columbidae) que habita boscos i manglars d'Àsia meridional i Arxipèlag Malai.

## Descripció i hàbitat
El colom imperial verd és un colom gros i majestuós, predominantment gris perla amb ales i esquena d'un verd fosc. Els ocells de Sulawesi i del nord de les Filipines tenen una taca al clatell de color taronja gingebre.

## Distribució i hàbitat
Aquesta és una espècie forestal que és un ocell reproductor resident i generalitzat a l'Àsia meridional tropical.
L'àrea de distribució del colom imperial verd és molt ampla, es troba des dels Ghats occidentals, el sud i l'est de l'Índia (on és majoritàriament poc comuna o rara), a Sri Lanka (comuna), cap a l'est fins al sud de la Xina i de manera irregular a Indoxina (absent a gran part de Tailàndia i rara a Laos, encara força comuna a Cambodja), ara rara a la Malàisia peninsular, present a Sumatra, Java (on és de manera irregular i poc comuna) i Borneo (comuna a Sabah i Brunei), les illes Petites de la Sonda (on és comuna en algunes zones), Sulawesi (comuna almenys a les illes del nord i del sud-est) i les Filipines (més abundant a Mindoro i Palawan, escassa en moltes illes), cap a l'est fins a Alor i Seram al sud, Talaud i les Filipines més al nord.

## Hàbitat i ecologia
El colom imperial verd és frugívor i probablement és un important dispersor de llavors a tota l'àrea de distribució. Viu en boscos, tant primaris com secundaris, boscos explotats, jardins forestals, manglars i boscos de sabana. A la major part de l'àrea de distribució és una espècie de terres baixes: principalment per sota dels 300 m a l'Índia, i es reprodueix fins als 500 m a Sri Lanka. Hi ha registres d'elevació màxima de fins a uns 1.000 m a Indonèsia, 1.050 a Borneo i 1.125 m a les Filipines, tot i que també es troba predominantment en boscos de baixa i mitjana altitud en aquestes zones. Es troba fins a 1.300 m a Hainan.

## Taxonomia
El 1760, el zoòleg francès Mathurin Jacques Brisson va incloure una descripció del colom imperial verd en la seva obra Ornithologie, en sis volums. Va utilitzar el nom francès “Le pigeon ramier des Moluques” i el llatí Palumbus moluccensis. Tot i que Brisson va encunyar noms llatins, aquests no s'ajusten al sistema binomial i no són reconeguts per la Comissió Internacional de Nomenclatura Zoològica. Quan el 1766 el naturalista suec Carl Linnaeus va actualitzar el seu Systema Naturae per a la dotzena edició, hi va afegir 240 espècies que havien estat descrites anteriorment per Brisson. Una d'aquestes va ser el colom imperial verd, que va col·locar amb tots els altres coloms del gènere Columba. Linnaeus va incloure una breu descripció, va encunyar el nom binomial Columba aenea i va citar el treball de Brisson. Brisson creia que el seu exemplar provenia de les illes Moluques, però estava equivocat i el 1918 la localitat tipus va ser designada com l'illa de Flores a Indonèsia. El nom específic aenea prové del llatí «aeneus», que significa “de color bronze” o “coure”. Aquesta espècie ara es troba dins del gènere Ducula, introduït pel naturalista anglès Brian Houghton Hodgson el 1836.
Es reconeixen onze subespècies:
- D. a. sylvatica (Tickell, 1833) – nord de l'Índia i Nepal fins al sud de la Xina, Tailàndia i Indoxina.[19]
- D. a. pusilla (Blyth, 1849) – sud de l'Índia, Sri Lanka.
- D. a. andamanica (Abdulali, 1964) – Illes Andaman.
- D. a. consobrina (Salvadori, 1887) – illes de Sumatra Occidental, excepte l'illa d'Enggano.
- D. a. polia (Oberholser, 1917) – península de Malaca fins a les illes Grans i Petites de la Sonda.[20]
- D. a. palawanensis (Blasius, 1888) Illa Banggi (nord de Borneo) a Palawan i illes properes (sud-oest de Filipines).
- D. a. fugaensis (Hachisuka, 1930) - nord de Filipines (Calayan, Camiguin i Fuga).
- D. a. nuchalis (Cabanis, 1882) - nord de Luzon (nord de Filipines).[21]
- D. a. aenea (Linnaeus, 1766) - Filipines (que no sigui el nord de Luzón i Palawan).
- D. a. intermedia (Meyer & Wiglesworth, 1894) – illes Talaud i illes Sangihe.[22]
- D. a. paulina (Bonaparte, 1854) – illes de Sulawesi, Togian, Banggai i Sula.[23]

La subespècie D. a. oenothorax de vegades es tracta com una espècie diferent, el colom imperial d'Enggano (D. oenothorax). El colom imperial de les Nicobar (D. nicobarica) abans es considerava coespecífic.